# José Coelho Pamplona
José Coelho Pamplona (Porto Martins, 24 de abril de 1843 — São Paulo, 28 de junho de 1906), primeiro e único visconde de Porto Martim, foi um industrial e financeiro de origem açoriana, radicado em São Paulo, Brasil, que exerceu uma importante influência na sua terra natal através de importantes investimentos em prol da comunidade. A sua actividade filantrópica estendeu-se ao Brasil, onde foi mecenas de diversos artistas. Está ligado à abertura da Avenida Paulista, em São Paulo, e a importantes investimentos imobiliários e industriais naquela cidade.

## Biografia

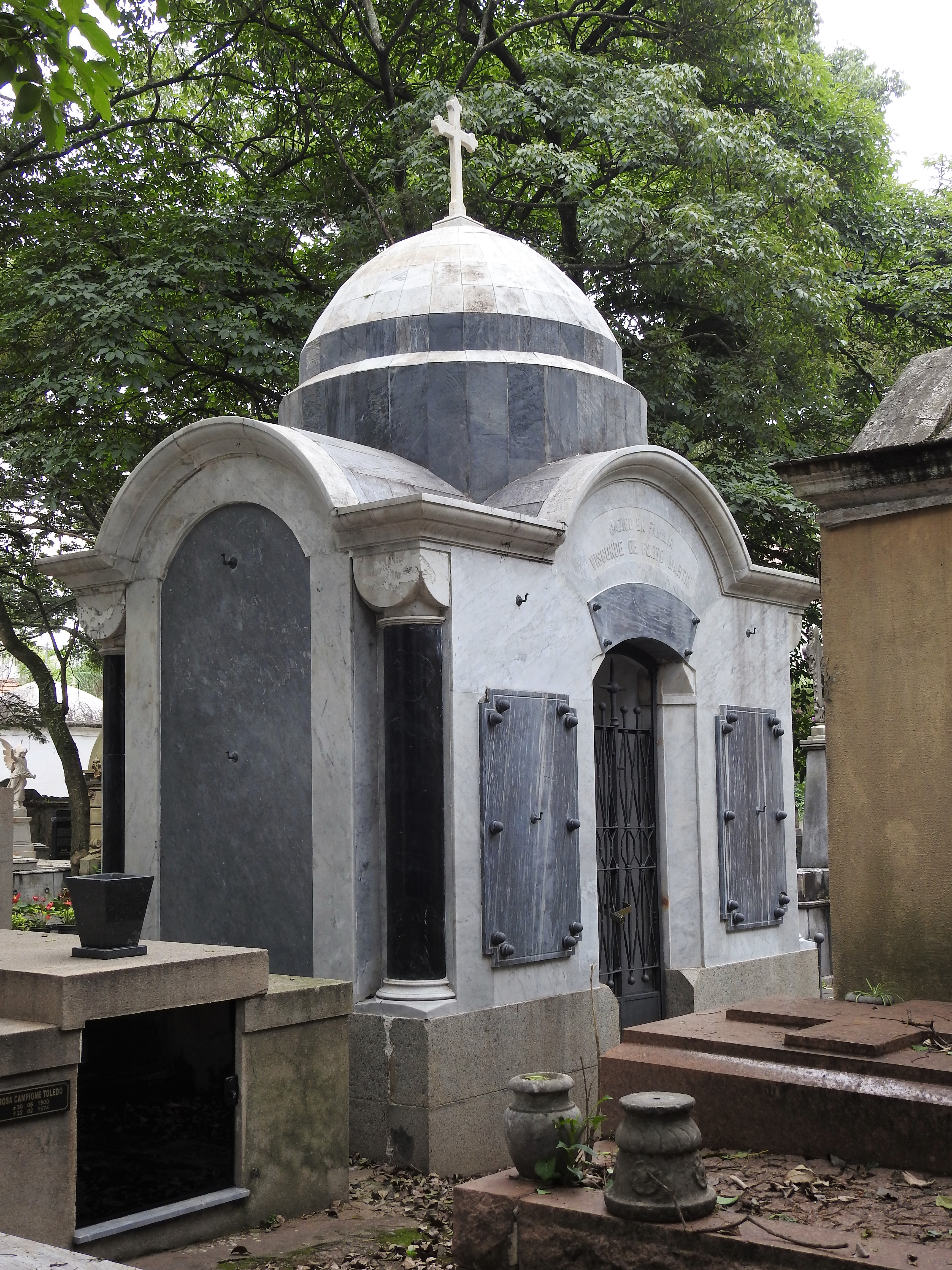
Mausoleu de José Coelho Pamplona no Cemitério da Consolação em São Paulo (2022)

José Coelho Pamplona nasceu a 24 de abril de 1843 no lugar de Porto Martim, então parte da freguesia do Cabo da Praia, hoje freguesia de Porto Martins, no sueste da ilha Terceira, Açores. Descendente de uma das mais antigas famílias da ilha, nasceu do segundo casamento de seu pai, quando este já tinha idade avançada. A família desde há muito que mantinha relacionamento estreito com o Brasil, pelo que José Coelho Pamplona tinha fixados no Rio de Janeiro dois meio-irmãos muito mais velhos, os quais tinham enriquecido pela exploração de uma pedreira. Assim, aos 13 anos parte para o Rio de Janeiro, juntando-se a seus irmãos.
Casou com Maria Vieira Paim. Em 1874, mudou-se para a cidade de São Paulo, tendo aí fundado uma fábrica de sabão, ceras e óleos vegetais, amealhando grande fortuna.
Existe um excelento retrato a óleo do visconde de Porto Martim, de autoria do pintor brasileiro Óscar Pereira da Silva, obra de grande valor artístico e perfeição técnica.

## Títulos e honrarias
José Coelho Pamplona recebeu o título de Visconde de Porto Martim, criado pelo rei D. Carlos I de Portugal, por Decreto de 24 de agosto de  1905. José Coelho Pamplona é lembrado pelo topónimo Rua Pamplona no distrito Jardim Paulista da cidade de São Paulo. O nome daquela rua, que começa na Bela Vista e termina no Jardim Paulista, foi oficializado em 1916. A Rua Luís Coelho, situada nas imediações, é uma homenagem ao filho do visconde.